# 郭连荫
郭连荫（1896年—1984年4月14日），男，内蒙古呼和浩特人，中国武术活动家，杨氏太极拳第4代传人。

## 生平
幼学少林，后学太极拳，拜杨氏太极拳第2代杨班侯高足王矫宇为师。青少年时广会名师，如杜心五、王芗斋、孙禄堂等。早年在冯玉祥、傅作义部任职，曾任中国国民党绥远省党部主任委员。1947年11月被选为第一届国民大会代表。1949年赴台湾。1962年出版《郭连荫太极拳谱》。1963年移居美国旧金山，并创建了郭连荫太极拳拳社。1977年9月，赴中国大陆探亲，并在北京参加了国庆节活动，受到了时任中共中央统战部部长乌兰夫的接见。1984年初，回到中国大陆原籍定居，受聘为内蒙古自治区文史研究馆馆员。1984年4月14日在呼和浩特市逝世。追悼会于4月27日在呼和浩特市青山公墓礼堂举行。

## 出版物
- 郭连荫 (指导); 卢滢如 (著). . 呼和浩特: 内蒙古人民出版社. 2006. ISBN 9787204081912.[7]